# Nan Whaley
Nannette L. «Nan» Whaley (Mooresville, Indiana, 23 de enero de 1976) es una política estadounidense afiliada al Partido Demócrata. Entre 2014 y 2022 se desempeñó como alcaldesa de la ciudad de Dayton. Es candidata a la gobernación del estado de Ohio en la elección de 2022.

## Vida personal
Whaley es católica, y es miembro de la Iglesia de Corpus Christi. En 1998 se instaló en el vecindario de Five Oaks, donde ella y su esposo Sam residen actualmente.